# Telltale Games (2018–současnost)
LCG Entertainment, Inc., vystupující s firemním jménem jako Telltale Games, je americké vývojářské a vydavatelské studio videoher, sídlící v Malibu v Kalifornii. Společnost byla založena poté, co původní Telltale Games vyhlásili v říjnu roku 2018 bankrot a byli nuceni uzavřít a prodat aktiva. Společnosti LCG Entertainment se podařilo získat práva na většinu původního duševního vlastnictví Telltale Games, včetně brandingu a herních licencí, a v srpnu 2019 oznámila, že vrátí staré tituly Telltale Games zpět.

## Historie

### Založení
Původní Telltale Games se zaměřovalo na vývoj epizodických adventur. I přes úspěch jeho dřívějších titulů získalo studio na popularitě až s vydáním licencované hry The Walking Dead v roce 2012. Dalšími úspěšnými licencovanými tituly se staly například ty založené na Batmanovi či komiksu Fables.

## Vyvinuté a vydané tituly
| Název                          | Vývojářské                  | Datum vydání                      | Počet epizod                     | Platformy                                                                  |
| ------------------------------ | --------------------------- | --------------------------------- | -------------------------------- | -------------------------------------------------------------------------- |
| Batman: Shadows Edition        | Telltale Games              | 17. prosince 2019                 | 10 epizod                        | Nintendo Switch, PlayStation 4, Microsoft Windows, Xbox One                |
| The Expanse: A Telltale Series | Telltale Games Deck Nine    | 27. července 2023 – 21. září 2023 | 5 epizod DLC epizoda (Archangel) | Microsoft Windows, PlayStation 4, PlayStation 5, Xbox One, Xbox Series X/S |
| The Wolf Among Us 2            | Telltale Games AdHoc Studio | 2024                              | 5 epizod                         | Microsoft Windows, PlayStation 4, PlayStation 5, Xbox One, Xbox Series X/S |